# AN/APG-69
에머슨 일렉트릭 컴퍼니의 AN/APG-69는 F-20 타이거샤크 항공기를 위해 설계된 X 밴드 코히어런트 펄스 도플러 레이더이다. 이는 AN/APQ-159의 후속작이다. 노스롭 코퍼레이션은 F-20에 APG-69 대신 제너럴 일렉트릭의 AN/APG-67을 선택했다. APG-69는 여전히 다른 노스롭 F-5 운용국과 스위스 공군 ALR 피라냐 항공기를 포함한 다른 경량 전투기 프로젝트에서 사용되었다.
APG-69는 완전한 공대공 및 공대지 모드를 제공했다. 공대공 모드에는 장거리 광각 탐색을 위한 속도 탐색, 트랙-화일-스캔, 단일 목표물 추적 및 가장 가까운 목표물에 자동으로 고정되는 도그파이트 모드가 포함되었다. APG-69는 AIM-7 스패로 미사일을 유도할 수 있었으며, 이는 에머슨 제품 중 최초로 시계외 전투 능력을 갖추고 양산된 모델이다. 공대지 모드에는 이동 목표물 탐색 및 추적, 해수면 탐색 모드가 포함되었다.
합동 전자 장비 형식 지정 시스템 (JETDS)에 따라 "AN/APG-69" 명칭은 레이더 사격 통제 장비용 육군-해군 항공 전자 장치의 69번째 설계를 나타낸다. JETDS 시스템은 현재 모든 미국 국방부 전자 시스템의 명칭에도 사용된다.

## 같이 보기
- 레이더 목록
- 미국의 군사 전자 장비 목록